# Droga wojewódzka 398
Die Droga wojewódzka 398 (DW 398) ist eine sechs Kilometer lange Droga wojewódzka (Woiwodschaftsstraße) in der polnischen Woiwodschaft Kujawien-Pommern, die die Droga krajowa 25 in Złotniki Kujawskie mit der Droga wojewódzka 399 in Liszkowo verbindet. Die Strecke liegt im Powiat Inowrocławski.

## Streckenverlauf
Woiwodschaft Kujawien-Pommern, Powiat Inowrocławski
-  Złotniki Kujawskie (Güldenhof) (DK 25, DW 246, DW 284)
- Niszczewice
-  Liszkowo (Witzleben) (DW 299)